# سالوستيا أوربيانا
سالوستيا أوربيانا هي كانت إمبراطورة رومانية من القرن الثالث كانت زوجة سيفيروس ألكسندر من 225 حتى 227.تزوجها في أواخر 225 بعد وفاة جدته كان سيفيروس يبلغ من العمر ستة عشر عامًا في هذا الوقت. اشتهرت سالوستيا بجمالها الذي تم تصويره في العديد من الأعمال الفنية. من المحتمل أن تكون ضحية غيرة جوليا ماميا والدة الإمبراطور سيفيروس، طلقت سالوستيا وتم نفيها إلى ليبيا في عام 227.